# 러셀 실버 증후군
러셀 실버 증후군(Silver–Russell syndrome)은 희귀 선천성 성장장애를 말한다. 

## 증상
러셀 실버 증후군의 증상은 다음과 같다:
- 자궁내 성장 지연
- 왜소증
- 편측 비대
- 삼각형 얼굴 모양
- 작은 턱
- 청색 공막
- 밀크 커피색 반점
- 측만지증
- 큰 두개골
- 높고 좁은 입천장